# Tony Oursler
Tony Oursler, född 1957, är en amerikansk konstnär. Oursler arbetar bland annat med installationer, performance och videokonst. I Sverige har hans verk visats på Magasin 3 och Malmö Konsthall 1999. 